# Malmédy-massakren
Malmédy-massakren fandt sted i Belgien under 2. verdenskrig under Ardenneroffensiven den 17. december 1944, da SS-soldater forsøgte at henrette 120 amerikanske soldater, som havde overgivet sig kort forinden. I alt døde mellem 72 og 84 amerikanske soldater. Massakren fandt sted tæt ved den belgiske by Malmedy syd for Aachen.

## Hændelsen
Den tyske 6. SS Panserarmé, som bestod af 4.800 mand og 600 køretøjer under ledelse af Waffen-SS oberst Jochen Peiper, trængte ind i Belgien som et led i Ardenneroffensiven. Kl. 07.00 den 17. december erobrede de et amerikansk brændstofdepot ved Büllingen. De gjorde holdt for at tanke og fortsatte mod vest. Kl. 12.30 ved landsbyen Ligneuville mødte de dele af den amerikanske 285. feltartilleriobservationsbataljon. Efter en kort kamp overgav amerikanerne sig. Ca. 150 amerikanerne blev afvæbnet og ført til en base i nærheden, hvor også andre tilfangetagne amerikanere befandt sig.
Amerikanerne blev stillet op på rækker, hvorefter en SS-officer trak sin pistol og skød den første mand i rækken, så den næste, hvorefter andre tyske soldater åbnede ild mod de amerikanske krigsfanger med maskingeværer. Det lykkedes en del af dem at flygte ind i en nærliggende skov. Mindst 82 blev dræbt.

## Perspektivering
Man ved ikke, hvorfor de tyske soldater henrettede de amerikanske krigsfanger. Der findes ingen skreven ordre fra SS om det. Men henrettelser var ikke udsædvanlige på østfronten; året før havde amerikanske styrker henrettet tyske og italienske krigsfanger under Biscari-massakren.
Nyheden om den tyske massakre spredte sig hurtigt igennem de allierede delinger, og den allierede overkommando udsendte en ordre om, at tilfangetagne tyske SS- og faldskærmssoldater skulle skydes på stedet.
Malmédy-massakren var ikke et enestående eksempel på overgreb fra tysk side under Ardenneroffensiven. SS-soldater fra samme enhed dræbte i samme tidsrum 19 amerikanske krigsfanger ved Honsfeld og 50 ved Bullingen samt et stort antal belgiske civile.
Nedskydning af krigsfanger var ikke usædvanlig - heller ikke på vestfronten - selvom det var langt mere hyppigt på østfronten.
Allerede i 1940 havde SS-divisionerne Totenkopf og Leibstandarte nedskudt krigsfanger ved Les Paradis (27. maj 1940) og Wormhout (28. maj 1940), og sammenholdt med nedskydningen af krigsfanger på østfronten må det siges at have været en del af Waffen-SSs DNA.